# التفكير الصفري

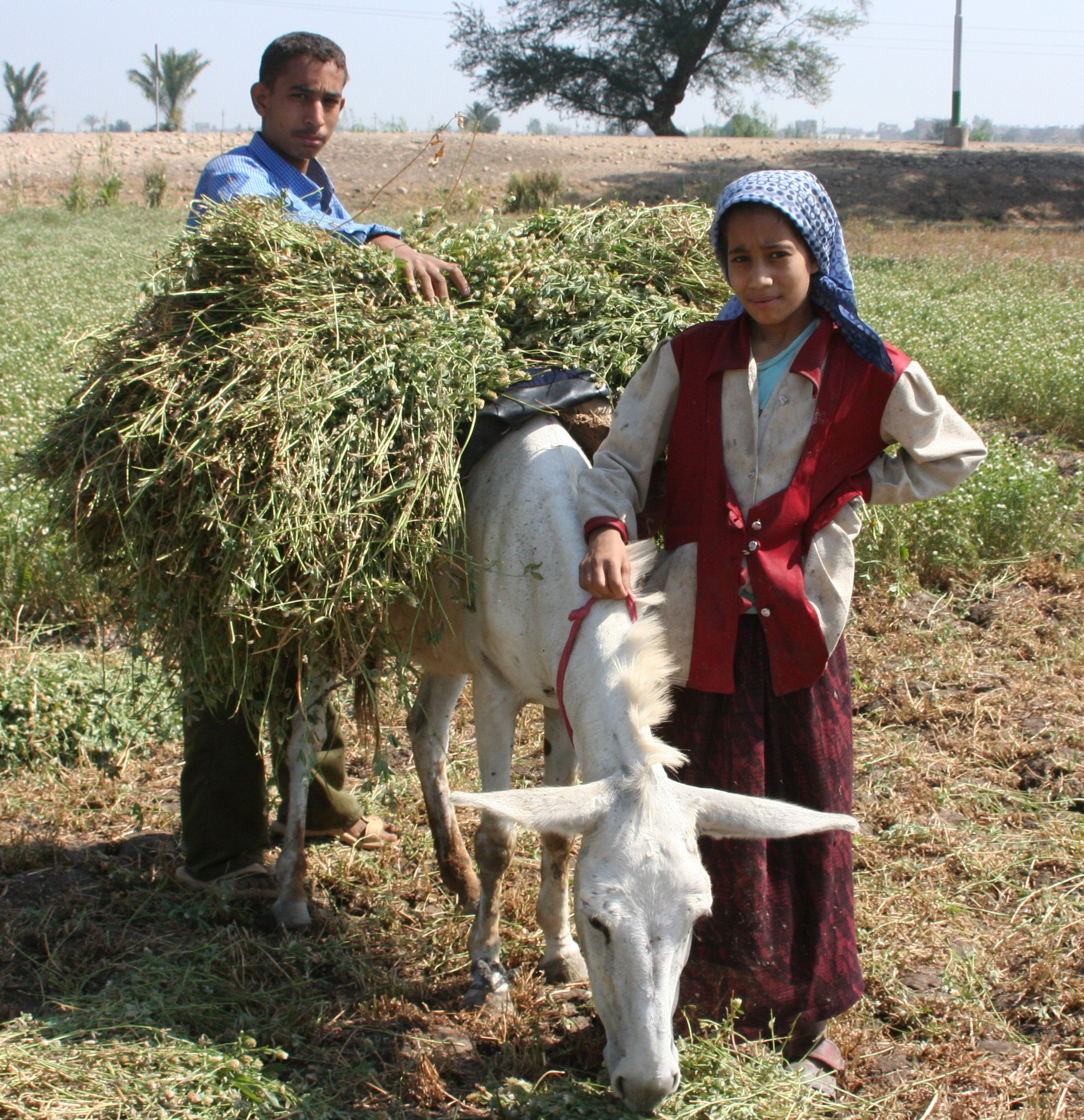
"النموذج الذي يبدو لي أفضل لشرح سلوك المزارعين هو "صورة الخير المحدود" (جورج إم. فوستر)

ينظر الإنسان من خلال التفكير الصفري (بالإنجليزية: Zero-sum thinking)‏ إلى المواقف على أنها ألعاب محصلتها صفر، حيث يكون مكسب شخص ما هو خسارة شخص آخر.

هذا المصطلح مُستمد من نظرية الألعاب. ومع ذلك، فإن التفكير الصفري يشير إلى الموجود الذهني، وهو تفسير شخصي للموقف، بشكل مختلف عن مفهوم نظرية الألعاب. ويمكن تلخيص التفكير الصفري بالقول "مكسبك هو خسارتي" (أو العكس، "خسارتك هي مكسبي"). وقد حدد الباحث روزيكا-تران وآخرون (2015) التفكير الصفري على أنه:
يتمثل التفكير الصفري في نظام معتقدات عام حول الطبيعة المتعارضة للعلاقات الاجتماعية، يتشاركه الناس في المجتمع أو الثقافة، ويستند على الافتراض الضمني بأن كمية محدودة من الموارد موجودة في العالم، ينالها شخص واحد، ممّا يجعل الآخرين خاسرين، والعكس صحيح. وتتمثل هذه المعتقدات في قناعة ثابتة وعامة بأن العلاقات الاجتماعية تشبه لعبة المجموع الصفري. ويعتقد الأشخاص ممّن يملكون هذه القناعة بأن النجاح، وخاصة النجاح الاقتصادي، ممكن حين يفشل الآخرون.
وانحياز المجموع الصفري هو تحيز إدراكي نحو التفكير الصفري؛ إذ يميل الأشخاص إلى الحكم بأن الوضع صفر المجموع، حتى عندما لا يكون الأمر كذلك. يشجع هذا الانحياز على مغالطات المجموع الصفري، والمعتقدات الخاطئة بأن الوضع صفر المجموع. ويمكن أن تؤدي هذه الأفكار الخاطئة إلى أخطاء في الحكم واتخاذ قرارات سيئة. في علم الاقتصاد، تشير "مغالطة المجموع الصفري" عمومًا إلى مغالطة الفطيرة الثابتة.

## أمثلة
ثمة العديد من الأمثلة على التفكير الصفري، وبعضها مغالطات:
1. عندما يفترض المحلفون أن أي دليل يمكن أن يتوافق مع أكثر من نظرية لا يقدم دعمًا لأي نظرية، حتى لو كان الدليل غير متوافق مع بعض الاحتمالات أو لم تكن النظريات متنافسة مع بعضها بعضاً.[5]
2. عندما يعتقد الطلاب في الفصل الدراسي أنهم يصنفون على منحنى بينما في الواقع يصنفون بناءً على معايير محددة مسبقًا.[4]
3. في المفاوضات: عندما يعتقد أحد المفاوضين أنه لا يمكنه تحقيق مكاسب إلا على حساب الطرف الآخر (أي أن المكسب المتبادل غير ممكن).[7]
4. في سياق منافسة المجموعة الاجتماعية: الاعتقاد بأن المزيد من الموارد لمجموعة واحدة (على سبيل المثال، المهاجرين) يعني أقل بالنسبة للآخرين (على سبيل المثال، غير المهاجرين).[8]
5. في سياق العلاقات الرومانسية: فكرة أن تعدد علاقات الحب تعني حب أقل لكل طرف.[9]
6. جاك يعمل بكل المهن، ولا يتقن شيء: فكرة أن امتلاك المزيد من المهارات يعني امتلاك قدرة أقل (تُعرف أيضًا باسم التفكير التعويضي).[10]
7. في مناقشة انتهاك حقوق النشر، فكرة أن كل تكرار غير مصرح به هو بيع ضائع.[11][12][13]
8. عندما يجادل السياسيون بأن التجارة الدولية يجب أن تعني أن إحدى الأطراف تفوز والأخرى تخسر، على الرغم من أن نقل السلع والخدمات بأسعار متفق عليها بشكل عام يعود بالفائدة المتبادلة، أو أن العجز التجاري يمثل فقدان للأموال لصالح دولة أخرى.
9. يكون التعامل في بعض الأحيان مع الانتماء إلى مجموعة على أنه لعبة المجموع الصفري، حيث ينظر إلى الانتماء الأقوى في مجموعة ما بأنه يضعف الانتماء إلى مجموعة أخرى.[14]

## الأسباب
لا يوجد دليل يشير إلى أن التفكير الصفر المجموع هو سمة مستمرة في علم نفس الإنسان. فحالات نظرية الألعاب نادراً ما تنطبق على حالات السلوك الفردي. ويُوضح ذلك من خلال الاستجابة العادية لمعضلة السجينين.
التفكير الصفري هو نتيجة الأسباب المباشرة والنهائية.

### الأسباب الأساسية
من حيث السبب النهائي، قد يكون التفكير الصفري إرثًا لتطور الإنسان. على وجه التحديد، يمكن فهمه بوصفه تكيفاً نفسياً يسهل المنافسة الناجحة على الموارد في بيئة الإنسان الأصلية حيث كانت الموارد مثل الشركاء والمكانة والطعام نادرة بشكل دائم. على سبيل المثال، يشير روبن إلى أن معدل نمو التكنولوجيا كان بطيئًا جدًا خلال الفترة التي تطور فيها الإنسان الحديث حتى لم يكن هناك أي شخص يلاحظ أي نمو خلال حياته، ويقول: "كل شخص يعيش ويموت في عالم ثابت من التكنولوجيا والدخل. وبالتالي، لم يكن هناك حافز لتطوير آلية لفهم أو التخطيط للنمو". يشير روبن أيضًا إلى الحالات التي يختلف فيها فهم الأشخاص العاديين والاقتصاديين عن الأوضاع الاقتصادية، مثل مغالطة كتلة العمل. ومن هذا المنظور، يمكن فهم التفكير الصفري على أنه الطريقة الافتراضية التي يفكر بها البشر في تخصيص الموارد، والتي يجب التخلي عنها، على سبيل المثال، من خلال تعليم أساسيات الاقتصاد.

### الأسباب المباشرة
ييمكن أيضًا فهم التفكير الصفري من خلال السبب المباشر، والذي يشير إلى السيرة الذاتية للأفراد خلال حياتهم. وتشمل الأسباب المباشرة للتفكير الصفري تجارب الأفراد في توزيع الموارد، وكذلك معتقداتهم حول الحالات المحددة، أو معتقداتهم حول العالم بشكل عام.

#### البيئات شحيحة الموارد
أحد الأسباب المباشرة للتفكير الصفري هي تجارب الأفراد مع الموارد النادرة أو التفاعلات الصفرية في بيئتهم النامية. وفي عام 1965، أشار جورج إم. فوستر إلى أن أعضاء المجتمعات الريفية لديهم "صورة عن الخير المحدود"، والتي تعلموها من خلال التجارب التي مرت بهم في مجتمع يعتمد بشكل أساسي على الموارد المجموع الصفري.
"النموذج الذي يبدو لي أفضل لشرح سلوك المزارعين هو "صورة الخير المحدود". وأعني بهذه العبارة إلى أن المزارعين ينظرون إلى عوالمهم الاجتماعية والاقتصادية والطبيعية - بيئتهم بمجملها- على أنها تحتوي على كميات محدودة من كل شيء يرغبون فيه في الحياة، مثل الأرض والثروة والصحة والصداقة والحب والرجولة والشرف والاحترام والوضع والقوة والتأثير والأمان، وأن هذه الأشياء المرغوبة توجد في كميات محدودة ودائماً في حالة نقص. وليس فقط هذه الأشياء المرغوبة توجد في كميات محدودة ومحدودة، ولكن بالإضافة إلى ذلك، لا يوجد أي طريقة مباشرة ضمن سلطة المزارع لزيادة الكميات المتاحة... عندما ينظر المزارع إلى عالمه الاقتصادي على أنه عالم يسوده الخير المحدود، وأنه يستطيع التطوّر فقط على حساب الآخرين، فإنه عادةً ما يكون قريبًا جدًا من الحقيقة".
في الآونة الأخيرة، أجرى روزيكا-تران وآخرون (2015) دراسة ثقافية مقارنة لمقارنة ردود أفعال الأفراد في 37 دولة على مقياس التفكير الصفري. فطلب من الأفراد الإبلاغ عن مدى اتفاقهم مع البيانات التي تقيس التفكير الصفري. على سبيل المثال، ينص أحد العناصر في المقياس على أن "نجاحات بعض الأشخاص عادة ما تكون فشلًا للآخرين". ووجد روزيكا-تران وآخرون أن الأفراد في الدول التي تتمتع بناتج محلي إجمالي منخفض أظهروا تفكيراً صفرياً أقوى بالمتوسط ، ممّا يشير إلى أن "التفكير باللعبة الصفرية يبدو أنه ينشأ في الدول ذات الدخل المنخفض، حيث تكون الموارد نادرة". وبالمثل، وجد روزيكا-تران وآخرون أن الأفراد الذين لديهم مستوى اجتماعي واقتصادي منخفض لديهم تفكير صفري أقوى.

#### معتقدات ندرة الموارد
يتعلق الأمر بالتجارب في البيئات ذات الموارد النادرة بالاعتقاد بأن المورد نادرة أو محدودة. على سبيل المثال، يشير خطأ كتلة العمل إلى الاعتقاد بأنه في الاقتصاد يوجد كمية محددة من العمل المطلوب القيام به، وبالتالي فإن توزيع الوظائف يعتبر صفري. وعلى الرغم من أن الاعتقاد بأن المورد نادر قد يتطور من خلال الخبرات مع الندرة في الموارد، إلا أن هذا ليس بالضرورة الحال. على سبيل المثال، قد يؤمن الأفراد بأن الثروة محدودة بسبب الإدعاءات من السياسيين أو الصحفيين، بغض النظر عن معتقداتهم

#### معتقدات حقوق الموارد
السبب المباشر الآخر للتفكير الصفري هو الاعتقاد بأن الفرد (أو المجموعة) يحق له الحصول على حصة معينة من المورد. وتمثل الحالات المتطرفة الاعتقاد بأن الفرد مستحق لكل المورد الموجود، ممّا يعني أن أي مكاسب للآخرين هي خسارة له. ومن المعتقدات الأقل شدة أن الفرد (أو مجموعته) هو الأفضل وبالتالي يستحق المزيد عن الآخرين. على سبيل المثال، رُبطت انطباعات المنافسة الصفرية بمقياس الهيمنة الفرعية لسمة الشخصية في الاتجاه الاجتماعي للهيمنة، الذي وُصف بدوره على أنه نظرة صفرية شمولية("رؤية لوجود الإنسان كنظام صفري". وُجد أيضًا على أن الأفراد ذوي العلاقات الأحادي ينظرون إلى تعدد علاقات الحب غير الأحادية بالموافقة كمجموع صفري، وقد يكون ذلك لأنهم يعتقدون أن الفرد في العلاقات الرومانسية لديه حق في حب شريكه فقط.

## التأثيرات
عندما يعتقد الأفراد أن الوضع صفرياً، فإنهم سيكونون أكثر عرضة للتصرف بطريقة تنافسية (أو أقل تعاونية) تجاه الآخرين، لأنهم سيرون الآخرين كتهديد تنافسي. على سبيل المثال، عندما يعتقد الطلاب أنهم سيقيمون على منحنى التوزيع، وهو نظام تقييم يجعل توزيع الدرجات صفري المجموع، فإنهم سيكونون أقل رغبة لتقديم المساعدة للطالب الذي يحتل مكانة مماثلة لهم، لأن مكسب هذا الطالب يمكن أن يكون خسارتهم.
عندما يدرك الأفراد أن هناك منافسة صفرية في المجتمع على موارد مثل الوظائف، فإنهم سيكونون أقل عرضة لاعتماد مواقف إيجابية تجاه الهجرة (لأن الهجرة قد تستهلك المورد). قد يؤدي التفكير الصفري أيضًا إلى بعض التحيزات الاجتماعية. عندما يكون لدى الأفراد متفكيراً صفرياً حول الحب في العلاقات الرومانسية، فإنهم يكونون أكثر تحيزًا ضد تعدد علاقات الحب (من المفترض أن التصور الصفري يجعل العلاقات غير الأحادية بالتراضي غير كافية أو غير عادلة).

## أنظر أيضًا
- حدود النمو
- نظرية الألعاب
- قائمة التحيزات المعرفية
- كتلة من العمل المغالطة
- تفاوض
- ندرة (اقتصاد)
- مجموع صفري
- سلعة محدودة